# Arbër Zeneli
Arbër Avni Zeneli (* 25. Februar 1995 in Säter, Schweden) ist ein schwedisch-kosovarischer Fußballspieler, der seit März 2024 beim schwedischen Erstligisten IF Elfsborg unter Vertrag steht. Der Mittelfeldspieler durchlief mehrere Junioren-Nationalmannschaften Schwedens, ist jedoch seit August 2016 für die kosovarische A-Nationalmannschaft aktiv, deren Rekordtorschütze er zeitweise war.

## Karriere

### Verein
Zeneli begann mit dem Fußballspielen bei AIK Hälsinggårdens, bevor er mit 12 Jahren in die Jugend von IF Elfsborg ging. Im Dezember 2013 wurde er in die erste Mannschaft des Erstligisten befördert. Sein Debüt gab er am 1. März 2014 beim 3:0-Pokalsieg gegen den Östersunds FK. Dieses Turnier wurde später gewonnen. In der Allsvenskan debütierte er am 31. März bei der 2:1-Auswärtsniederlage gegen Åtvidabergs FF. Sein erstes Ligator erzielte er am letzten Spieltag der Saison 2014 beim 1:0-Auswärtssieg gegen IF Brommapojkarna. In der folgenden Spielzeit 2015 gelang ihm der Durchbruch bei Elfsborg. Er kam in allen 30 Ligaspielen zum Einsatz, in denen ihm zehn Tore gelangen und er acht weitere assistierte.
Nach Ende der Saison in Schweden, wechselte Arbër Zeneli am 10. November 2015 zum niederländischen Ehrendivisionär SC Heerenveen, wo er einen Dreieinhalbjahresvertrag unterzeichnete. Am 16. Januar 2016 gab er sein Debüt beim 5:2-Heimsieg gegen PEC Zwolle. Bereits eine Woche später traf er erstmals für seinen neuen Verein beim 3:1-Heimsieg gegen Willem II Tilburg. Dort etablierte er sich bereits nach kurzer Zeit als Stammspieler und erzielte bis Januar 2019 in 88 Ligaeinsätzen 17 Tore und bereitete 24 weitere vor.
Am 26. Januar 2019 wechselte er für eine Ablösesumme in Höhe von vier Millionen Euro zum französischen Erstligisten Stade Reims, wo er einen Viereinhalbjahresvertrag unterschrieb. Am 2. Februar debütierte er beim 2:1-Heimsieg gegen Olympique Marseille in der Ligue 1. Am 25. Februar traf er beim 4:2-Auswärtssieg gegen den HSC Montpellier sein erstes Tor für Reims. Am Ende der Spielzeit 2018/19 hatte er in 15 Spielen drei Tore und drei Vorlagen auf dem Konto. In der Nationalmannschaft zog er sich im Juni 2019 einen Kreuzbandriss zu und versäumte deshalb beinahe die gesamte Saison 2019/20, weshalb er auch nur zu einem Kurzeinsatz in der Liga kam.
Anfang September 2024 wechselte Zeneli zum türkischen Erstligisten Adana Demirspor und unterzeichnete einen Dreijahresvertrag. Bereits im März 2024 wechselte er erneut und kehrte zu IF Elfsborg zurück.

### Nationalmannschaft
Zeneli repräsentierte sein Geburtsland Schweden sechs Jahre lang in verschiedensten Junioren-Nationalmannschaften. Als Teil des Kaders der U21 wurde er im Jahr 2015 U-21-Europameister, obwohl er beim Turnier zu keinem einzigen Einsatz kam.
Da seine Eltern aus dem kosovarischen Mitrovica stammen, konnte Zeneli auch für die kosovarische Nationalmannschaft auflaufen. Am 24. August 2016 entschied er sich zukünftig für Kosovo zu spielen und wies eine Einberufung in die schwedische U-21-Nationalmannschaft zurück. Am 2. Oktober 2016 wurde er anlässlich des Qualifikationsspiels zur Weltmeisterschaft 2018 gegen Kroatien und die Ukraine für den Kader der kosovarischen Nationalmannschaft nominiert. Am 6. Oktober gab er sein Debüt bei der 0:6-Heimniederlage gegen Kroatien.
Seine ersten beiden Tore für die Nationalmannschaft gelangen ihm am 29. Mai 2018 beim 3:0-Testspielsieg gegen Albanien. Beim 4:0-Heimsieg in der UEFA Nations League gegen den Aserbaidschan am 22. November erzielte er einen Dreierpack. Im Moment ist er mit sieben Toren Rekordtorschütze der kosovarischen Nationalmannschaft.

## Erfolge

### Verein
IF Elfsborg
- Schwedischer Pokalsieger: 2013/14

### Nationalmannschaft
Schweden U21
- U-21-Europameister: 2015